# Indigofera hundtii
Indigofera hundtii är en ärtväxtart som beskrevs av Rossberg. Indigofera hundtii ingår i släktet indigosläktet, och familjen ärtväxter. Inga underarter finns listade i Catalogue of Life.